# Anne Dacier
Anne Le Fèvre Dacier vagy Anne Dacier (Grandchamp, 1645. augusztus 5. – Párizs, 1720. augusztus 17.) francia tudós, fordító, kommentátor és a klasszikusok, köztük az Iliasz és az Odüsszeia szerkesztője volt, akit életében "Madame Dacier" néven is ismertek. Anne Dacier igyekezett az ókori irodalmat népszerűsíteni, és nagy latin és görög nyelvtudását erre a célra, valamint saját anyagi támogatására használta fel, és kiadványok és fordítások sorát készítette, amelyekből megélhetését biztosította.
Ő volt Gilles Ménage Historia mulierum philosopharum című művének dedikáltja, amelynek róla és Anna Maria van Schurmanról szóló jellemzése a következő évszázadokban vezető példaként szolgált a női oktatás mellett érvelő értekezésekben.

## Életpályája

### Fiatalkora
Születésének pontos dátuma nem ismert, és a források eltérően vélekednek a születési évéről: míg Frade és Wyles, valamint Conley is 1647-et javasolja születési éveként, az Encyclopædia Britannica 1654-et, a Katolikus Enciklopédia pedig 1651-et. Az egyetlen ismert, 1854-ben készült portré szerint 68 éves korában halt meg, ami 1651-1652-re utal. Eliane Itti 1645 mellett érvel, az Is-sur-Tille-i plébánia anyakönyve alapján, amely 1645. december 24-re tenné keresztelésének időpontját. Dacier először a Touraine-i Preuilly-ben nevelkedett, ahol nővére, Marguerite is született. Gyermekkora hátralévő részét a franciaországi Loire-vidéki Saumurban töltötte, ahol apja, Tanneguy Le Fèvre latinra és ógörögre is tanította.
1662. október 29-én feleségül ment II. Jean Lesnierhez. 1669 januárjában született egy fiuk, Taneguy, aki azonban három héttel később meghalt. A házaspár 1670 körül különvált. 1683-ban feleségül ment apja egyik tanítványához, André Dacier-hez (aki szintén klasszikus tanulmányokkal és fordításokkal foglalkozott, bár munkásságát az enciklopédia szerkesztői jóval gyengébbnek tartják az övénél). 

## Klasszikus kiadások és fordítások
Apja 1672-ben meghalt, ezt követően Párizsba költözött, magával vitte Kallimachus kiadásának egy részét, amelyet 1674-ben publikált. További munkájához apja egyik barátja, Pierre-Daniel Huet révén jutott, aki akkoriban a Dauphin segédtanára volt, és aki a latin klasszikusok kiadásainak Ad usum Delphini sorozatáért (közismert nevén a Delphin Classics) volt felelős. Megbízta őt a Lucius Annaeus Florus (1674), a Dictys Cretensis (1680), a Sextus Aurelius Victor (1681) és az Eutropius (1683) sorozat kiadásainak elkészítésével.
1681-ben jelent meg Anakreón és Szapphó prózai változata, a következő években pedig Plautus Amphitryon, Epidicus és Rudens (1683), Arisztophanész Plutus és Felhők (1684, Arisztophanész első francia nyelvű fordításai) és Terence hat komédiájának prózai változata (1688). 1684-ben férjével Castres-ba vonult vissza, azzal a céllal, hogy teológiai tanulmányoknak szenteljék magukat. 1685-ben Dacier-éket XIV. Lajos francia király nyugdíjjal jutalmazta a római katolikus hitre való áttérésükért. 1691-ben Anne és André Dacier két fordításon dolgozott együtt: Marcus Aurelius Elmélkedései (1691) és Plutarkhosz első hat párhuzamos élete (1694).
1699-ben jelent meg az Iliasz prózai fordítása, amely meghozta számára azt a megbecsülést, amelyet a francia irodalomban élvezett. 1699-ben jelent meg az Iliasz prózai fordítása, amelyet kilenc évvel később az Odüsszeia hasonló fordítása követett, amelyet Alexander Pope is hasznosnak talált. Dacier viszont 1724-ben megjelentette az előbbi Pope fordításához fűzött megjegyzéseit (1715-1720), ami Angliában is hírnevet szerzett neki.

## Vita
Az Iliasz, amely sok francia irodalmár (köztük Antoine Houdar de la Motte) számára először tette ismertté Homéroszt, híres irodalmi vitát váltott ki. La Motte 1714-ben kiadta az Iliasz saját ízlésének megfelelően rövidített és módosított költői változatát, valamint egy Discours sur Homère című írást, amelyben kifejtette, hogy miért nem felel meg Homérosz az ő kritikai ízlésének. Mme Dacier ugyanebben az évben válaszolt erre Des causes de la corruption du goűt ("Az ízlés romlásának okairól") című művében. Homérosz védelmében Dacier "saját filozófiai esztétikáját fejlesztette ki. Ragaszkodik az ízlés központi szerepéhez, amely egy adott kultúrán belül a civilizáció erkölcsi és művészi szintjének mutatója."
La Motte könnyed vidámsággal és rosszmájúsággal folytatta a vitát, és abban a szerencsében volt része, hogy nézeteit Jean Terrasson abbé is támogatta, aki 1715-ben két kötetet készített Dissertation critique sur L'Iliade címmel, amelyben azt állította, hogy a tudomány és a filozófia, különösen René Descartes tudománya és filozófiája annyira kifejlesztette az emberi elmét, hogy a XVIII. század költői mérhetetlenül magasabb rendűek az ókori görögöknél.
Ugyanebben az évben Claude Buffier kiadta a Homère en arbitrage című művét, amelyben arra a következtetésre jutott, hogy mindkét fél valóban egyetértett abban a lényegi kérdésben, hogy Homérosz a világ egyik legnagyobb zsenije, és hogy egészében véve egyetlen más költeményt sem lehet az övéhez képest előnyben részesíteni; nem sokkal később (1716. április 5-én) pedig Jean-Baptiste-Henri de Valincour házában Dacier asszony és La Motte vacsoránál találkoztak, és Homérosz egészségére ittak.
Mint sok más XVIII. századi értelmiségi nő, ő is szembesült a szexizmussal és a munkásságát ért kritikákkal élete során. A felvilágosodás filozófusa, Immanuel Kant a Megfigyelések a szép és magasztos érzéséről című művében kritikával illette a korabeli tanult nőket, köztük Madame Dacier-t is, mondván: "Egy nő, akinek a feje tele van görögökkel, mint Madame Daciernek, vagy aki vitákat folytat a mechanikáról, mint Marquise du Châtelet, akár szakállat is viselhetne; mert az talán jobban kifejezné a mélység mimikáját, amelyre törekszik."

## Művei
- Des causes de la corruption du goût (1714; Digitalisat)
- Homère défendu contre l’apologie du pére Hardouin (1716; Digitalisat